# 渔网

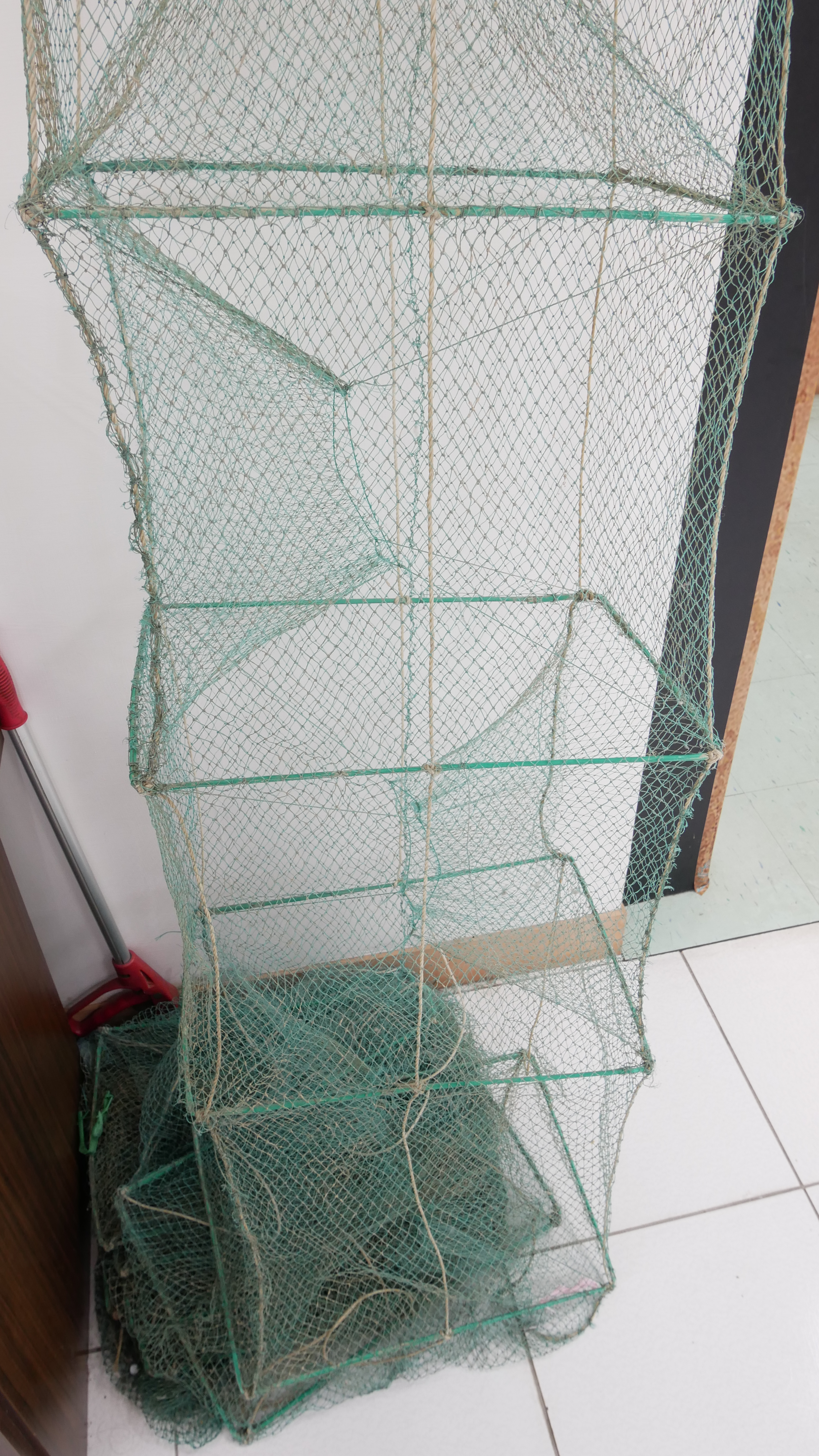
漁網（新店文史館藏）

渔网（英語：Fishing net）是一种漁民用来捕鱼的网，用来围困并捕捉水底的鱼、虾及蟹等水生动物。渔网也可以作为一種隔离工具，例如防鲨网可以用来防护鲨鱼之类的具危险性之大型鱼类进入人类所處之水域。

## 另見
- 网
- 中國漁網